# Stephanacris
Stephanacris is een geslacht van Phasmatodea uit de familie Phasmatidae. De wetenschappelijke naam van dit geslacht is voor het eerst geldig gepubliceerd in 1908 door Redtenbacher.

## Soorten
Het geslacht Stephanacris omvat de volgende soorten:
- Stephanacris brevipes Redtenbacher, 1908
- Stephanacris draconius Hennemann & Conle, 2006
- Stephanacris globiceps Redtenbacher, 1908
- Stephanacris multilobatus Hennemann & Conle, 2006